# デヴォンポート海軍基地

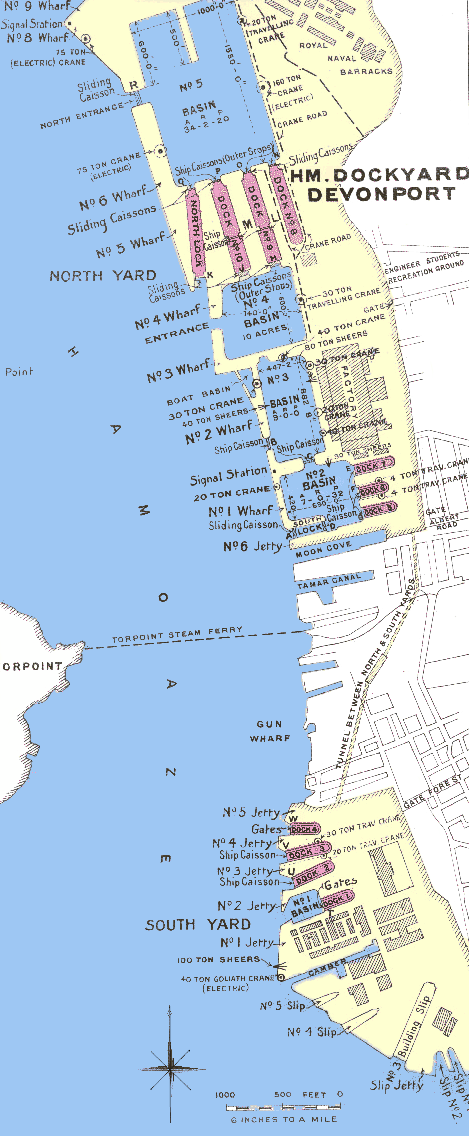
1909年のデヴォンポート工廠

デヴォンポート海軍基地（デヴォンポートかいぐんきち、HMNB Devonport、HMS Drake）は、イギリス海軍の3つの軍港のうちの1つ。イギリス南西部のデヴォン州、プリマスの西にあるデヴォンポートに位置しており、西ヨーロッパで最大規模の軍港である。さらにはイギリス海軍唯一の原子炉補修と核燃料装填が可能な設備を備えた港でもある。
隣接する造船所はバブコック・マリーンが所有、運営している。同社は2007年にデヴォンポート・マネージメント・リミテッドから経営権を引き継いだ。バブコック・マリーンの所有施設は普通「デヴォンポート工廠」と呼ばれている。
デヴォンポート海軍基地はトラファルガー級原子力潜水艦などを含むデヴォンポート小艦隊の母港である。